# Bye Bye Mr. Mug
Bye Bye Mr.Mug (с англ. — «Пока пока Мр.Муг») — это дебютный EP японской рок-группы the brilliant green. Выпущенный 21 сентября 1997 года под лейблом Sony.

## Комментарий
Все песни записаны на английском языке. Сингл структурирован как мини-альбом, ни одна песня альбома не входит в самостоятельный альбом. Дебютный сингл не был популярен на момент выхода, достиг пика в чарте Oricon(69 место), только после выхода Холодного цветка(4-й сингл группы).
| №                   | Название                                           | Текст песни         | Музыка              | Аранжировка         | Длительность |
| ------------------- | -------------------------------------------------- | ------------------- | ------------------- | ------------------- | ------------ |
| 1.                  | «Bye Bye Mr. Mug» (Пока Пока Мр.Муг)               | Томоко Кавасэ       | Сюнсаку Окуда       | the brilliant green | 4:29         |
| 2.                  | «sunny mood shirt» (рубашка солнечного настроения) | Томоко Кавасэ       | Рё Мацуи            | the brilliant green | 3:04         |
| 3.                  | «love baby» (люблю детку)                          | Томоко Кавасэ       | Сюнсаку Окуда       | the brilliant green | 4:35         |
| 4.                  | «GREEN WOOD DIARY» (ЗЕЛЕНЫЙ ДЕРЕВЯННЫЙ ДНЕВНИК)    | Томоко Кавасэ       | Сюнсаку Окуда       | the brilliant green | 4:35         |
| Общая длительность: | Общая длительность:                                | Общая длительность: | Общая длительность: | Общая длительность: | 16:44        |